# Nemzeti Bajnokság II 1940–1941
Nemzeti Bajnokság II 1940–1941 sau liga a doua maghiară sezonul 1940–1941, a fost al 36-lea sezon desfășurat în această competiție. 

## Istoric și format
Liga a doua a fost formată din 5 serii: Dunăre, Tisa, Cluj, Secuiască de Sud și Secuiască de Nord. Doar în ultimele 3 au evoluat echipe românești.

## Seria Cluj
Echipele participante au fost din 4 orașe: Baia Mare, Cluj, Oradea și Satu Mare. Doar Cluj și Oradea au avut mai mult de o echipă. 
Spielman și Bodola de la CA Oradea au făcut parte din echipa sezonului ligii a doua.
| Poz | Echipă               | Pld | W  | D | L | GF | GA | GD  | Pct |
| --- | -------------------- | --- | -- | - | - | -- | -- | --- | --- |
| 1   | CA Oradea(C)         | 10  | 10 | 0 | 0 | 58 | 6  | +52 | 20  |
| 2   | AS Baia Mare         | 10  | 8  | 0 | 2 | 25 | 16 | +9  | 16  |
| 3   | Club Atletic Cluj*   | 10  | 4  | 1 | 5 | 29 | 27 | +2  | 9   |
| 4   | Bastionul Cluj       | 10  | 4  | 1 | 5 | 24 | 26 | -2  | 9   |
| 5   | AS Satu Mare         | 10  | 2  | 1 | 7 | 10 | 50 | -40 | 5   |
| 6   | ASM Stăruința Oradea | 10  | 0  | 1 | 9 | 8  | 29 | -21 | 1   |

(C) Campioana CA Oradea a promovat în NB I (prima ligă maghiară).
* Club Atletic Cluj a fost a doua echipă promovată după meciurile de baraj.
Rezultatul meciului Baia Mare - Stăruința Oradea nu a fost însă inclus în tabelul NS(Nemzeti Sport).
Surse:
"Sport national"/"Nemzeti Sport" 20.05.1941

## Seria Secuiască de Sud
Echipele participante au fost din 4 orașe: Gheorgheni, Miercurea Ciuc, Sfântu Gheorghe și Târgu Secuiesc. Doar Sfântu Gheorghe a avut mai mult de o echipă.
| Poz | Echipă                     | Pld | W | D | L | GF | GA | GD  | Pct |
| --- | -------------------------- | --- | - | - | - | -- | -- | --- | --- |
| 1   | Textila Sfântu Gheorghe(C) | 8   | 7 | 1 | 0 | 46 | 11 | +35 | 15  |
| 2   | AS Gheorgheni              | 8   | 4 | 1 | 3 | 18 | 25 | -7  | 9   |
| 3   | AS Târgu Secuiesc          | 8   | 2 | 3 | 3 | 17 | 24 | -7  | 7   |
| 4   | Corvinul Sfântu Gheorghe   | 8   | 3 | 0 | 5 | 20 | 21 | -1  | 6   |
| 5   | AG Miercurea Ciuc          | 8   | 1 | 1 | 6 | 10 | 30 | -20 | 3   |

## Seria Secuiască de Nord
Echipele participante au fost din 4 orașe: Târgu Mureș, Cristuru Secuiesc, Odorheiu Secuiesc și Reghin. Doar Târgu Mureș a avut mai mult de o echipă.
| Poz | Echipă                       | Pld | W | D | L | GF | GA | GD  | Pct |
| --- | ---------------------------- | --- | - | - | - | -- | -- | --- | --- |
| 1   | AS Târgu Mureș(C)            | 8   | 6 | 1 | 1 | 43 | 10 | +33 | 13  |
| 2   | AEFMC Târgu Mureș            | 8   | 4 | 1 | 3 | 32 | 14 | +18 | 9   |
| 3   | CA Cristuru Secuiesc         | 8   | 1 | 5 | 2 | 15 | 27 | -12 | 7   |
| 4   | AG Hargita Odorheiu Secuiesc | 8   | 2 | 2 | 4 | 13 | 42 | -29 | 6   |
| 5   | AS Turul Reghin              | 8   | 1 | 3 | 4 | 14 | 24 | -10 | 5   |

## Baraje pentru promovarea în NB I:

### Prima rundă:
Club Atletic Cluj - AS Târgu Mureș 3:0
AS Baia Mare - Textila Sfântu Gheorghe 6:2

### Finala:
|             | Club Atletic Cluj (KAC) | 2 – 1   | AS Baia Mare (NSE) |  |
| Brassai (2) |                         | Telegdy |                    |  |

| Club Atletic Cluj(KAC): |              |
|                         |              |
| P                       | Seprényi     |
| F                       | Szerémy,     |
| F                       | Vass         |
| M                       | Pál          |
| M                       | Szaniszló II |
| M                       | Csákány      |
| A                       | Szilárd      |
| A                       | Szántai      |
| A                       | Lukács       |
| A                       | Reinhard     |
| A                       | Brassai      |
| Antrenor:               | István Nagy  |

| AS Baia Mare (NSE) |          |
|                    |          |
| P                  | Császár  |
| F                  | Hornyák  |
| F                  | Holzmann |
| M                  | Marton   |
| M                  | Telegdy  |
| M                  | Kert     |
| A                  | Lukács   |
| A                  | Dallos   |
| A                  | Szőke    |
| A                  | Perneky  |
| A                  | Neumazer |

## Vezi și
- Prima ligă maghiară
- Liga a 2-a maghiară
- Liga a 3-a maghiară
- Liga a 4-a maghiară
- Liga a 3-a maghiară 1940-1941
- Liga a 4-a maghiară 1940–1941